# درة بوشوشة
درة بوشوشة (11 أكتوبر 1957 -)، منتجة أفلام تونسية، وأحد الأعضاء التّسع للجنة الحريات الفردية والمساواة.

## حياتها
تحصّلت درة بوشوشة على الإجازة في الأدب الأنجليزي بالسوربون سنة 1987. سنة 1995، أسّست بالاشتراك مع إبراهيم اللطيف شركتها الخاصة للإنتاج «نوماديس إيماج». وسنة 1997، أسّست جمعية «كتابات الجنوب» والتي تعمل على تكوين مؤلفين أفارقة وعرب. إضافة إلى عملها في إنتاج الأفلام وتدريس الأدب الأنجليزي بالجامعة، بدأت سنة 1992 العمل على ورشة المشاريع خلال أيام قرطاج السينمائية، كما أدارت ثلاث دورات للمهرجان بين سنتي 2008 و2015.
و قدعُرفت درّة بوشوشة بحضورها المستمر في مهرجانات السينما الدولية، كعضو لجنة تحكيم (مهرجان برلين السينمائي الدولي سنة 2017)، أو كمشاركة في المناظرات والدّوائر المستديرة.
سنة 2017، وقع اختيارها كعضو دائم في لجنة سينيمارت لمهرجان روتردام السينمائي الدولي.

## الحياة الشخصية
متزوجة من "كمال الفراتي" ولهما بنتان هما عارضة الأزياء المقيمة ببروكلين كنزة وملاك.

## أعمالها
| الفيلم             | المخرج             | النوع       | السنة |
| ------------------ | ------------------ | ----------- | ----- |
| الصابرية           | عبد الرحمن سيساكو  | فيلم قصير   | 1997  |
| غدوة نحرق          | محمد بن إسماعيل    | فيلم طويل   | 2000  |
| موسم الرجال        | مفيدة التلاتلي     | فيلم طويل   | 2000  |
| ذات مساء في جويلية | رجاء عماري         | فيلم قصير   | 2001  |
| مع كل حبي          | أماليا أسكريفا     | فيلم طويل   | 2001  |
| الحرير الأحمر      | رجاء عماري         | فيلم طويل   | 2002  |
| اغتيال الشمس       | عبد الكريم بهلول   | فيلم طويل   | 2003  |
| آثار النسيان       | رجاء عماري         | فيلم وثائقي | 2004  |
| معركة طبرق         | فاكلاف مارهول      | فيلم طويل   | 2008  |
| الدواحة            | رجاء عماري         | فيلم طويل   | 2009  |
| يا من عاش          | هند بوجمعة         | فيلم طويل   | 2012  |
| ولاد عمار          | نصر الدين بن معاطي | فيلم وثائقي | 2013  |
| نحبك هادي          | محمد بن عطية       | فيلم طويل   | 2016  |
| أسترا              | نضال قيقة          | فيلم قصير   | 2017  |
| جسد غريب           | رجاء عماري         | فيلم طويل   | 2018  |
| ولدي               | محمد بن عطية       | فيلم طويل   | 2018  |
| عالبار             | سامي التليلي       | فيلم وثائقي | 2019  |
| سعاد               | آيتن أمين          | فيلم طويل   | 2020  |
| غدوة               | ظافر العابدين      | فيلم طويل   | 2021  |

### التمثيل
- الززوات، إخراج: محمد علي العقبي (1992)

## روابط خارجية
- درة بوشوشة على موقع IMDb (الإنجليزية)
- درة بوشوشة على موقع قاعدة بيانات الفيلم (الإنجليزية)